# Зунунов, Чуянбой
Чуянбой Зунунов — советский хозяйственный, государственный и политический деятель.

## Биография
Родился в 1933 году в кишлаке Исписор. Член КПСС с 1958 года.
С 1956 года — на хозяйственной, общественной и политической работе. В 1956—1995 гг. — научный сотрудник Института земледелия при Минсельхозе Таджикской ССР, главный агроном, председатель колхоза им. Ленина Ходжентского района, начальник колхозно-совхозного производственного управления Ходжентского района, 1-й секретарь Ходжентского райкома КП Таджикистана, слушатель Высшей партийной школы при ЦК КПСС, заведующий отделом сельского хозяйства ЦК КП Таджикистана, 1-й секретарь Пролетарского райкома КП Таджикистана, в аппарате Ленинабадского облагропрома, директор Ходжентского плодопитомнического совхоза НПО «Богпарвар».
Избирался депутатом Верховного Совета Таджикской ССР 7-11-го созывов.
Живёт в Таджикистане.